# Augusta Prætoria Salassorum
Augusta Prætoria Salassorum (Augústa Prætṓrĭa Salassṓrum) est le nom de l'antique cité romaine des Alpes, aujourd'hui Aoste, se trouvant sur le territoire des Salasses.

## Histoire
L'empereur Auguste conquit définitivement la vallée d'Aoste vers 25 av. J.-C.. Vers 24 av. J.-C., il installa 3 000 vétérans démobilisés sur le site d'un camp romain de Aulus Terentius Varron Murène et fonda Augusta Prætoria Salassorum.
Le plan actuel de la ville a conservé le plan hippodamien typique des colonies militaires romaines.